# Воинское кладбище № 396 (Чулице)
Воинское кладбище № 396 (пол. Cmentarz wojenny nr 396) — воинское кладбище, расположенное на территории приходского кладбища села Чулице, гмина Коцыжув-Любожица, Малопольское воеводство, Польша. Кладбище входит в группу Западногалицийских воинских захоронений времён Первой мировой войны. На кладбище похоронены военнослужащие Австро-Венгерской армии, погибшие в ноябре 1914 года во время Первой мировой войны.

## История
Кладбище было основано Департаментом воинских захоронений К. и К. военной комендатуры в Кракове в начале 1915 года. Некрополь спроектировал австрийский архитектор Ганс Майр. На кладбище площадью 29 квадратных метров расположены 3 братских и 2 индивидуальных могил, в которых похоронены 12 австрийских солдат.

## Источник
- Oktawian Duda: Cmentarze I wojny światowej w Galicji Zachodniej. Warszawa: Ośrodek Ochrony Zabytkowego Krajobrazu, 1995. ISBN 83-85548-33-5.
- Roman Frodyma Galicyjskie Cmentarze wojenne t. II Okolice Tarnowa (Okręgi V—VII), Oficyna Wydawnicza «Rewasz», Pruszków 1998, ISBN 83-85557-38-5